# Tagedieb
Tagedieb [ˈtaːɡəˌdiːp] oder Tagdieb ist ein nur noch selten verwendetes deutsches Schimpfwort. Es bezeichnet eine Person, die keiner ernsthaften, nützlichen Beschäftigung nachgeht und dem Müßiggang frönt. Ähnliche Bezeichnungen sind Taugenichts, Faulenzer, Nichtsnutz, Faulpelz, Drückeberger, Tunichtgut oder Hallodri.

## Gebrauch
Der Ausdruck war schon im 18. Jahrhundert gebräuchlich. Auch Johann Wolfgang von Goethe verwendete ihn in seinen Werken, so beispielsweise 1787 in seinem Reisebericht Italienische Reise und im Jahr 1802 in seinem Einakter Was wir bringen, dem Vorspiel bei Eröffnung des neuen Schauspielhauses zu Lauchstädt.
Johann Christoph Adelung beschreibt den Tagedieb in Band 4 seines 1801 erschienenen Grammatisch-kritischen Wörterbuchs der Hochdeutschen Mundart wie folgt:

„…ein Müßiggänger, eine Person, welche Gott und der Zeit gleichsam die Tage stiehlet, sie mit Müßiggange zubringet.“

## Zitate
„Wenn Er bei Tage so hier säße, würde ich glauben, Er sei ein Lehnerich, so ein Tagedieb, der sich an die Häuser lehnt, damit er nicht umfällt vor Faulheit.“

„Kein Tagedieb wird überdrüssig, sich abzuhasten um ein Nichts: Sie gehn ein ganzes Leben müßig im Schweiße ihres Angesichts.“

## Werktitel
- Im Jahr 1985 entstand der Film Tagediebe von Marcel Gisler.[5]
- Tagedieb und Taugenichts ist der Bericht von Hugo Wehner über seinen Versuch, segelnd aus dem Alltag auszusteigen.[6]
- Tagediebe ist ein Roman von Kathrin Tsainis.[7]
- Tagedieb und Taugenichts ist eine Erzählung von Rainer Gross.[8]
- Bäckersmann und Tagedieb ist ein historischer Roman von Guido Theodor Krämer.[9]

## Sonstiges
Der Tagedieb ist auch die Bezeichnung einer Attacke in der Pokémon-Videospielserie.